# John Fenning
John Reginald Keith Fenning (Fulham, Londres, 23 de juny de 1885 - Coventry, 3 de gener de 1955) va ser un metge i remer anglès que va competir a primers del segle xx.
El gener de 1904 començà els estudis de medicina al London Hospital Medical College, però hagueren de passar 13 anys perquè els finalitzés. Començà a practicar el rem al Leander Club. El 1908 va prendre part en els Jocs Olímpics de Londres, on guanyà dues medalles en la competició de rem. En la prova del dos sense timoner, juntament amb Gordon Thomson, guanyà l'or, mentre en la cursa del quatre sense timoner guanyà la de plata fent equip amb el mateix Thomson, Philip Filleul i Harold Barker. En la final van perdre contra la tripulació del  Magdalen College de la Universitat d'Oxford.